# Вескована
Вескована (італ. Vescovana, вен. Vescovana) — муніципалітет в Італії, у регіоні Венето, провінція Падуя.
Вескована розташована на відстані близько 370 км на північ від Рима, 60 км на південний захід від Венеції, 33 км на південний захід від Падуї.
Населення — 1802 особи (2014).
Щорічний фестиваль відбувається 29 серпня. Покровитель — святий Іван Хреститель.

## Демографія
Населення за роками:

Станом на 1 січня 2023 року в муніципалітеті офіційно проживало 48 іноземців з 14 країн, серед них 18 громадян країн Євросоюзу та 6 громадян України.

## Сусідні муніципалітети
- Барбона
- Боара-Пізані
- Гранце
- Ровіго
- Сант'Урбано
- Стангелла
- Вілла-Естенсе